# Friedrich von Liechtenstein
Friedrich Adalbert von und zu Liechtenstein herceg (Bécs, 1807. szeptember 21. – Bécs, 1885. május 1.)  a Liechtenstein-házból való osztrák herceg, császári-királyi tábornok, Erdély katonai és polgári kormányzója 1858-tól 1861-ig.

## Élete
Édesapja I. János József liechtensteini herceg volt (1760–1836), Liechtenstein uralkodó hercege 1805–1806, majd 1814–1836 között. Ő volt Liechtenstein utolsó hercege, aki a Német-római Birodalom hűbéreseként uralkodott. (A napóleoni háborúk során 1806–14 között országát régensként kormányozta).
Édesanyja Josephine Sophie fürstenberg–weitrai őrgrófnő (Landgräfin) volt (1776–1848). A hercegi párnak több gyermeke született, köztük a kilencedik, Friedrich Adalbert herceg. Apjának hercegi trónját 1836-ban harmadszülött bátyja, Aloys herceg örökölte, II. Alajos (Aloys II) néven.
Ősi arisztokrata családból származott, ahol a katonai szolgálat régi hagyományként öröklődött. Apja, Liechtenstein hercege, a napóleoni háborúkban szolgált tábornagyi rangban. Ő maga 1827-től a 2. ulánus ezred hadnagya lett, majd ugyanebben az évben főhadnagy lett a 6. ulánus ezredben. 1848 januárjában vezérőrnaggyá léptették elő. 1848-ban az itáliai felkelők elleni hadjáratban Radetzky tábornagy alatt szolgált, több csatában harcolt és dandárparancsnokként kitüntette magát, megkapta a Katonai Mária Terézia-rend lovagkeresztjét. 
1849-ben tábornok lett, és a Magyarországon harcoló Schlik tábornok hadtestéhez került, majd 1849. június 20-án altábornaggyá léptették elő. 1850-ben visszahelyezték Olaszországba, ezután 1853-ban a Kassán állomásozó VI. hadtest parancsnoka lett. 1858-tól 1860-ig a XII. hadtest parancsnoka és Erdély kormányzója volt. 1854 és 1861 között a 3. ulánus ezred, 1861-tól haláláig a 13. számú huszárezred tulajdonosa volt.
1861 májusában a Bánát és a Szerémség kormányzója lett. Az 1866-os háború kezdetén Friedrich herceget az olasz Albrecht főherceg vezetésével a déli hadsereg 5. hadtestének parancsnokságára kérték fel. Mielőtt azonban elkezdődtek volna a harcok, betegség miatt át kellett adnia a parancsnokságot Rodich tábornoknak. 1866-tól 1869-ig Magyarország katonai parancsnoka volt. 1869. július 3-án visszavonult a hadseregtől.
1848-ban feleségül vette Sophie Löwe (1815. március 24. – 1866. november 29.) operaénekesnőt, Ferdinand Löwe (1787–1832) színész lányát. Gyermekeik nem voltak.

## Fordítás
Ez a szócikk részben vagy egészben  a   Friedrich von und zu Liechtenstein című német Wikipédia-szócikk fordításán alapul.  Az eredeti cikk szerkesztőit annak laptörténete sorolja fel. Ez a jelzés csupán a megfogalmazás eredetét és a szerzői jogokat jelzi, nem szolgál a cikkben szereplő információk forrásmegjelöléseként.